# Бреда Гвацона (Кремона)
Бреда Гвацона (итал. Breda Guazzona) је насеље у Италији у округу Кремона, региону Ломбардија.
Према процени из 2011. у насељу је живело 17 становника. Насеље се налази на надморској висини од 32 м.